# Funciones abiertas y cerradas
En topología, una función abierta es una función entre dos espacios topológicos cuando la imagen de un conjunto abierto es un conjunto abierto. Es decir, una función f: X → Y es abierta si para cualquier conjunto abierto U en X, la imagen f(U) es abierta en Y. Asimismo, una función cerrada cumple que la imagen de un conjunto cerrado es un conjunto cerrado.
Obsérvese que ni las funciones abiertas ni las cerradas requieren ser continuas. Aunque sus definiciones parecen naturales, las funciones abiertas y cerradas son mucho menos importantes que las funciones continuas. Una función f: X → Y es continua si la preimagen de cualquier conjunto abierto de Y es abierto en X, es decir: si la pre imagen de cada conjunto cerrado de Y es cerrado en X. Deberá cumplir que es biunívoca, continua y cerrada.Reciben esta denominación las formas que se muestran continuidad de contornos en su perímetro 

## Ejemplos
Cada homeomorfismo es abierto, cerrado, y continuo. De hecho, una función continua biyectiva es un homeomorfismo si es abierta, o equivalentemente, si es cerrada.
Siempre que tengamos un producto de espacios topológicos X = ΠXi, entonces las proyecciones naturales pi: X → Xi son abiertas (así como continuas). Puesto que las proyecciones de los fibrados y cubrimientos son localmente proyecciones naturales de los productos, estos son también funciones abiertas (nótese que las proyecciones del producto no necesitan ser cerradas, considérese por ejemplo la proyección p1: R ² → R en el primer componente; A = {(x,1/x): x ≠ 0} es cerrado en R², pero p1(A) = R -{0} que no es cerrado).
A cada punto de la circunferencia unidad podemos asociar el ángulo que forma el eje X positivo con el radio que une dicho punto con el origen. Esta función de la circunferencia unidad al intervalo semiabierto [0, 2π) es biyectiva, abierta, y cerrada, pero no continua. Esto muestra que la imagen de un espacio compacto bajo una función abierta o cerrada no necesita ser compacta. También obsérvese que si consideramos esto como función de la circunferencia unidad a los números reales, entonces no es ni abierto ni cerrado. Especificar el codominio es esencial.
La función f: R → R con f(x) = x² es continua y cerrada, pero no abierta.
La función parte entera de R a Z es abierta y cerrada (porque Z tiene la topología discreta). Este ejemplo muestra que la imagen de un espacio conexo bajo una función abierta o cerrada no necesita ser conexa.

## Hechos y teoremas
Una función f: X → Y es abierta si
para cada x en X y para cada vecindad u entorno U de x (por pequeña que sea), existe una vecindad V de f(x) tal que V ⊂ f(U).
Una función f: X → Y es cerrada sii
siempre que (xα) sea una red en X tal que (f (xα)) tiene límite y, entonces (xα) tiene una sub red que converja hacia una preimagen de y.
La composición de dos funciones abiertas es a su vez abierta; la composición de dos funciones cerradas es cerrada a su vez.
Un función biyectiva es abierta si y solamente si es cerrada. La inversa de una función continua biyectiva es una función biyectiva abierta/cerrada (y viceversa).
Sea f: X → Y una función continua que sea abierta o cerrada. Entonces
- si f es una sobreyección, entonces es una función cociente,

- si f es una inyección, entonces es una inmersión topológica, y

- si f es una biyección, entonces es un homeomorfismo.

En los primeros dos casos, el ser abierto o cerrado es simplemente una condición suficiente para que el resultado se siga. En el tercer caso es necesario también.
Un resultado muy útil con respecto a las funciones cerradas es el lema de la función cerrada: cada función continua f: X → Y desde un espacio compacto X a un espacio de Hausdorff Y es cerrada. Una variante de este resultado establece que si una función continua entre espacios localmente compactos de Hausdorff es propia (es decir las preimágenes de conjuntos compactos son compactas), entonces también es cerrada.
En análisis funcional, el teorema de la función abierta establece que cada operador lineal continuo sobreyectivo entre espacios de Banach es una función abierta.
En análisis complejo, el, idénticamente nombrado, teorema de la función abierta establece que cada función holomorfa no-constante definida en un subconjunto abierto conexo del plano complejo es una función abierta.
El teorema de la invariancia del dominio establece que una función continua y localmente inyectiva entre dos variedades topológicas n-dimensionales deben ser abierta.
- Datos: Q2632649